# Lokogohoué
Lokogohoué è un arrondissement del Benin situato nella città di Dogbo (dipartimento di Kouffo) con 10.180 abitanti (dato 2006).